# Irving Shames
Irving Herman Shames (Rye, Nova Iorque, 31 de outubro de 1923 — 30 de junho de 2010) foi um engenheiro mecânico estadunidense.

## Vida
Shames obteve a graduação em engenharia mecânica em 1948 na Northeastern University, o M.S. em 1949 em mecânica aplicada na Universidade Harvard e um Ph.D. em 1953 na Universidade de Maryland, onde foi instrutor de 1949 a 1953 e, após obter um diploma de doutor, foi Professor Assistente de engenharia mecânica de 1953 a 1955. De 1955 a 1957 foi Professor Assistente de engenharia mecânica no Instituto de Tecnologia Stevens. De 1957 a 1962 foi Professor catedrático do Departamento de Ciência da Engenharia do Instituto Pratt. A partir de 1962 foi Professor da Universidade de Buffalo, tornando-se em 1993 professor emérito. A partir de 1993 foi Professor Visitante da Universidade George Washington.

## Obras
- Engineering Mechanics: Statics (Vol. 1), Prentice Hall, 1959, atualmente em 4ª Edição. (Translations: Arabic; Chinese; Spanish)
- Engineering Mechanics: Dynamics (Vol. 2), Prentice Hall, 1959, atualmente em 4ª Edição, como Engineering Mechanics: Statics and Dynamics (Translations: Chinese; Spanish) Published in paperback editions for distribution in Asia, Australia, and Europe
- Mechanics of Fluids, McGraw-Hill, 1962, atualmente em 4ª Edição. (Translations: Korean; Portuguese; Spanish) Published in paperback editions for distribution in Asia, Australia, and Europe. In its description of this title, Amazon.com says, “Irving Shames is one of the best-known scholars in the field of engineering mechanics. He pioneered the use of vector calculus techniques in teaching statics and dynamics. He has written successful books in solid mechanics as well as fluid mechanics.”
- Mechanics of Deformable Solids, Prentice Hall, 1964; atualmente publicado por R. Krieger. (Translations: Korean; Portuguese; Spanish) Published in paperback editions for distribution in Asia, Australia, and Europe
- Introduction to Statics, Prentice Hall, 1971
- Solid Mechanics: A Variational Approach, com Clive L. Dym, McGraw-Hill Book Co., 1973 (Traduções: chines, japonês) Published in paperback editions for distribution in Asia, Australia, and Europe
- Introduction to Solid Mechanics, com James M. Pitarresi, Prentice Hall, 1975, atualmente em 3ª Edição (Translations: Korean; Portuguese; Spanish) Published in paperback editions for distribution in Asia, Australia, and Europe
- Energy and Finite Elements in Structural Mechanics, com Clive L. Dym, McGraw-Hill, 1985, depois publicado em edição revisada por CRC Press
- Elastic and Inelastic Stress Analysis, com Francis A. Cozzarelli, Prentice Hall, 1991, depois publicado em edição revisada por CRC Pres. Published in paperback editions for distribution in Asia, Australia, and Europe